# پررجه‌ها
پُررَجه‌ها (انگلیسی: Polystoechotes) یک سرده از خانوادهٔ بال‌توریان شاپرکی است. در سردهٔ پررجه‌ها دست‌کم دو گونه توصیف‌شده وجود دارد که بومی آمریکای شمالی هستند. نام این سرده از واژه‌های یونانی πολύς (polys) به معنی «پُر و بسیار» و στοιχάς (stoichas) به معنی «رج یا در ردیف‌های پشت سر هم» گرفته شده است.
این نام به ویژگی‌های ظاهری این شاپرک، به‌ویژه ساختار بال‌های آن که دارای طرح‌های مشخص و شاید ردیف‌های خاصی از رگبال‌ها یا الگوهای چشمگیر است، اشاره دارد.

## گونه‌ها
این دو گونه به سردهٔ پررجه‌ها تعلق دارند:
- Polystoechotes gazullai ناواس، ۱۹۲۴[۱][۲][۳]
- Polystoechotes punctata (فابریسیوس، ۱۷۹۳)[۱][۲][۳]